# Rousseau De Poorter
Rousseau Lefevre de Poorter (Tabarre, 1 oktober 2001) is een Haïtiaans-Belgisch voetballer. Hij stroomde in 2021 door vanuit de jeugd naar het eerste elftal van Belgisch eersteklasser Zulte Waregem.

## Carrière
Rousseau De Poorter werd geboren in Haïti, maar werd op de leeftijd van drie maanden geadopteerd door een Belgisch gezin. 
 Hij genoot zijn jeugdopleiding bij Cercle Brugge, Sporting Lokeren, RSC Anderlecht en Zulte Waregem. Op 7 augustus 2021 maakte hij in het shirt van laatstgenoemde club zijn profdebuut: op de derde competitiespeeldag viel hij tegen Sint-Truidense VV in de slotfase in voor Lasse Vigen Christensen.

## Clubstatistieken
| Seizoen         | Club            | Land            | Competitie      | Competitie | Competitie | Beker | Beker | Supercup | Supercup | Europees | Europees | Totaal | Totaal |
| Seizoen         | Club            | Land            | Competitie      | Wed.       | Dlp.       | Wed.  | Dlp.  | Wed.     | Dlp.     | Wed.     | Dlp.     | Wed.   | Dlp.   |
| --------------- | --------------- | --------------- | --------------- | ---------- | ---------- | ----- | ----- | -------- | -------- | -------- | -------- | ------ | ------ |
| 2021/22         | Zulte Waregem   | Vlag van België | Eerste klasse A | 1          | 0          | 0     | 0     | —        | —        | —        | —        | 1      | 0      |
| Carrière totaal | Carrière totaal | Carrière totaal | Carrière totaal | 1          | 0          | 0     | 0     | 0        | 0        | 0        | 0        | 1      | 0      |

Bijgewerkt op 9 augustus 2021
1 Bostyn ·
3 Tanghe ·
4 Lemoine ·
7 Challouk ·
8 Rommens ·
9 Vossen  ·
10 Ablo Traoré ·
11 Gavriel ·
14 Barkarson ·
17 Diop ·
18 Tambedou ·
19 Nyssen ·
20 Hedl ·
21 Nnadi ·
22 Opoku ·
23 Van der Gouw ·
24 Erenbjerg ·
27 Diabaté ·
31 Willen ·
42 Dobbels ·
47 Labie ·
50 Van Damme ·
55 Cappelle ·
59 Demuynck ·
64 Sergeant ·
Coach: Vandenbroeck